# Clásicos populares
Clásicos populares va ser un programa radiofònic dedicat a la divulgació de la música clàssica. El programa emetia música clàssica de forma desenfadada i amena, intercalant concursos i jocs amb els oïdors, així com seccions de divulgació sobre els autors.
S'emetia per la ràdio pública espanyola Radio 1. Va començar les seves emissions en 1976 i va cessar les seves emissions 32 anys després, el 31 de juliol de 2008, amb la finalització de la relació laboral de Fernando Argenta amb Ràdio Nacional d'Espanya. Araceli González Campa, co-presentadora, havia deixat de col·laborar amb el programa el 28 de desembre de 2007, per prejubilació segons l'Expedient de Regulació d'Ús de RTVE.
Va ser presentat per diversos locutors, com Carlos Tena, Beatriz Pécker i José Manuel Rodríguez (Rodri), fins que a la fi de la dècada dels 70 es va posar al capdavant del programa Fernando Argenta, sent acompanyat per Araceli González Campa des de 1984. Al final era dirigit i presentat per Mercedes Puente.

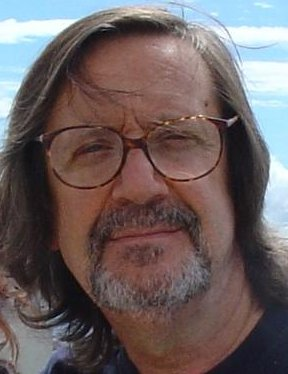
Carlos Tena

El programa va editar nombrosos discos de recopilació de música clàssica, sent els més venuts "Clásicos divertidos", "Clásicos infantiles" i "Clásicos populares 25 y 30 años".
Va ser guardonat amb el Premi Ondas en 1980 i 1991, i amb el Premi APEI-PRTV en 2006.
Un programa fill d'aquest és el de TVE, "El conciertazo", presentat per Fernando Argenta els dissabtes, en La 2, a les 12 h, amb la finalitat d'acostar el món de la música clàssica als nens.